# Truxalis grandis
Truxalis grandis är en insektsart som beskrevs av Klug, J.C.F. 1830. Truxalis grandis ingår i släktet Truxalis och familjen gräshoppor. Inga underarter finns listade i Catalogue of Life.